# فرانك يوجين
فرانك يوجين (بالألمانية: Frank Eugene)‏ (و. 1865 – 1936 م) هو مصور، ورسام، وأستاذ جامعي من ألمانيا، والولايات المتحدة، ولد في مانهاتن، توفي في ميونخ، عن عمر يناهز 71 عاماً.

## معرض صور

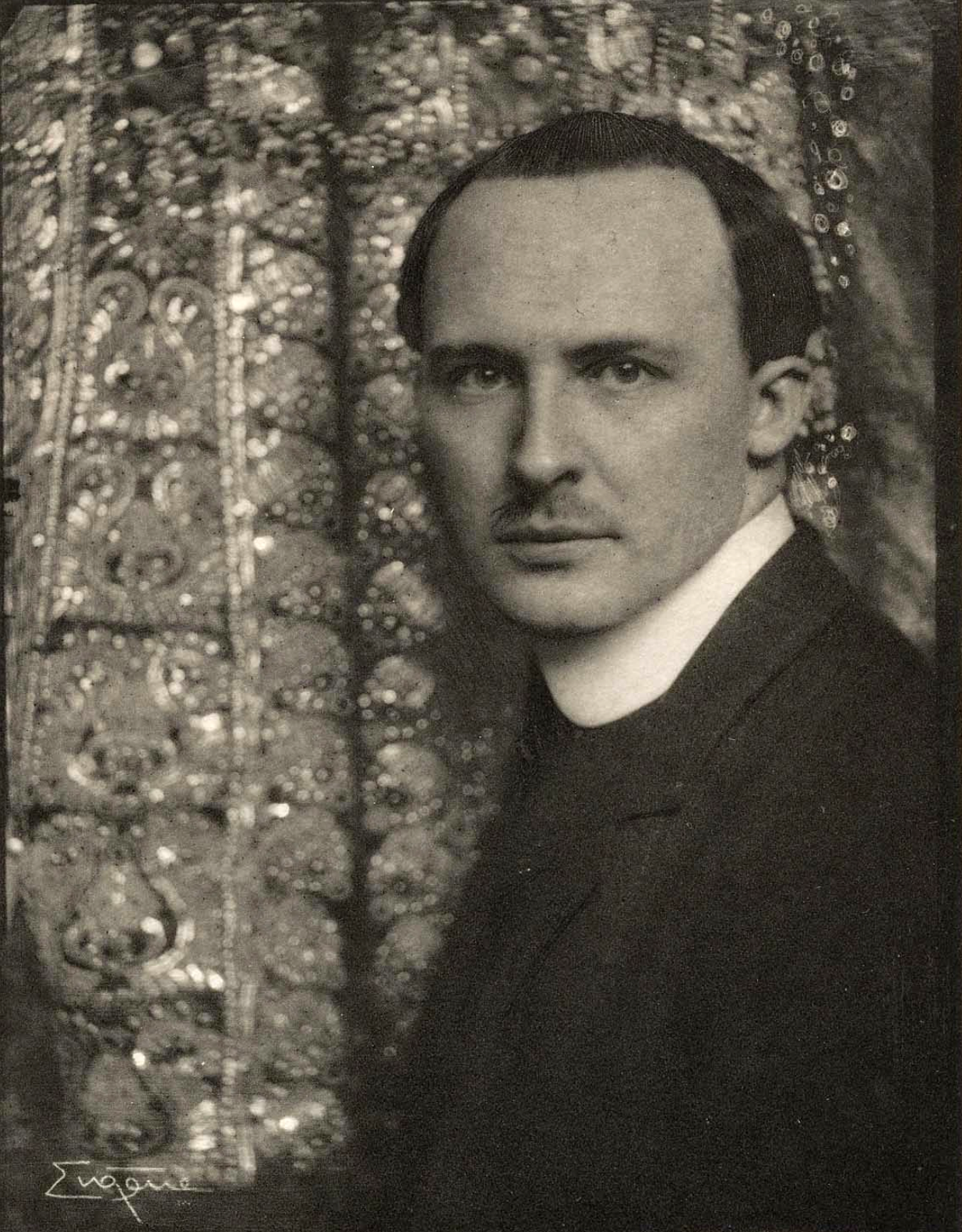
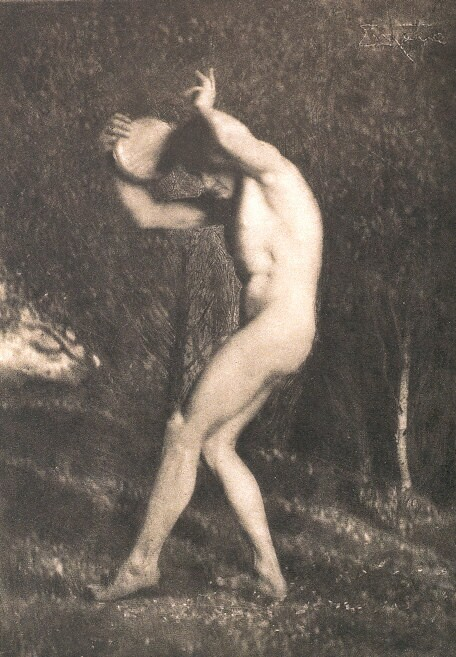
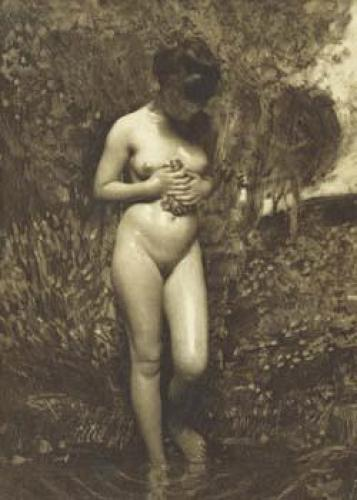
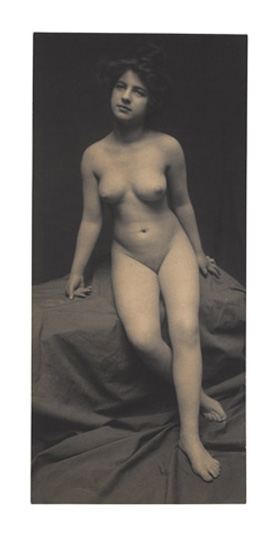
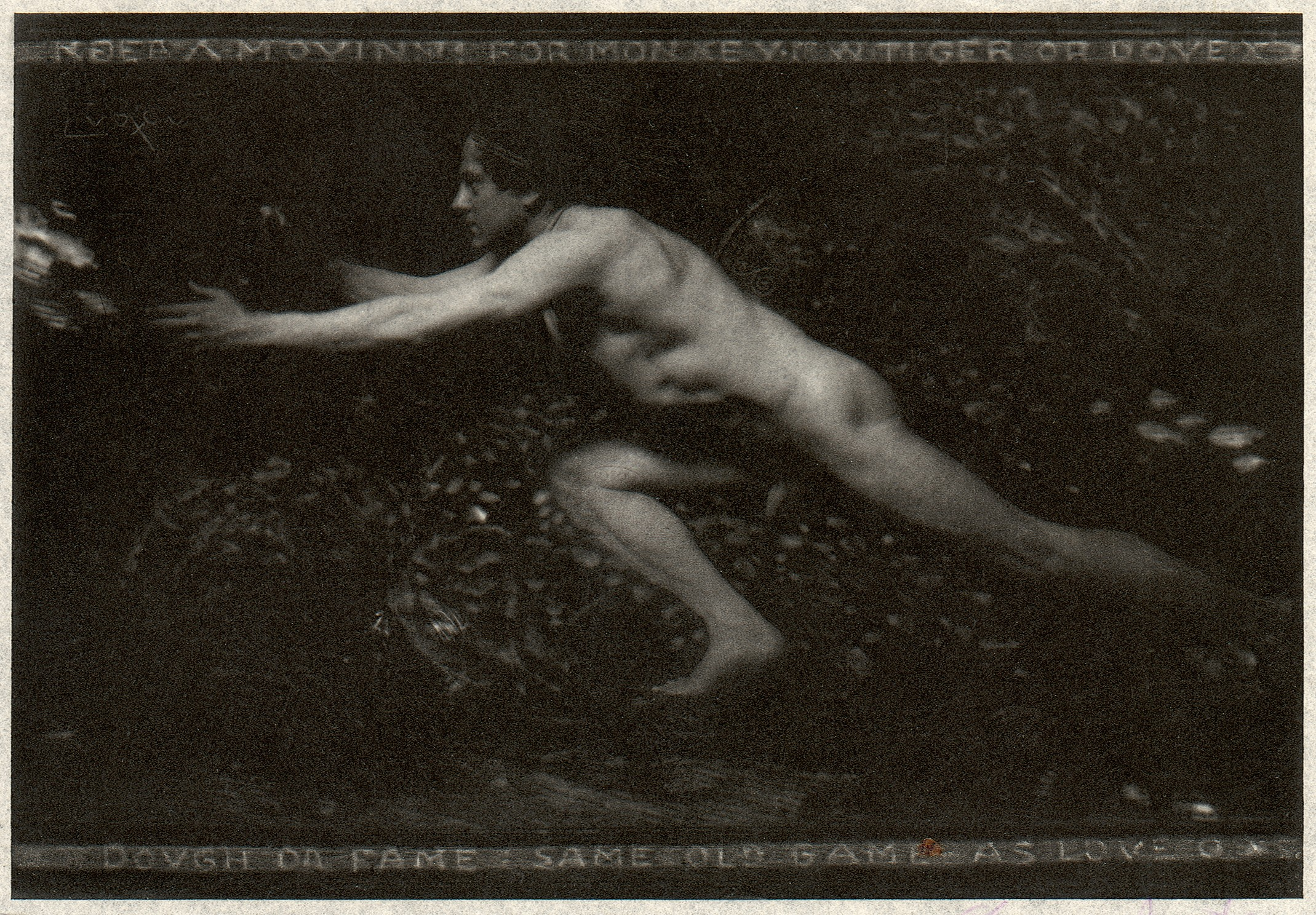